# The Sham Mirrors
The Sham Mirrors är det norska black metal-bandet Arcturus tredje studioalbum. Albumet utgavs 2002 av skivbolaget Ad Astra Enterprises.

## Låtlista
1. "Kinetic" – 5:26
2. "Nightmare Heaven" – 6:05
3. "Ad Absurdum" – 6:48
4. "Collapse Generation" – 4:13
5. "Star-Crossed" – 5:01
6. "Radical Cut" – 5:08
7. "For to End Yet Again" – 10:33

Text spår 1, 2, 3, 5 & 7: G. (Kristoffer Rygg), text spår 4 & 6: Hellhammer (Jan Axel Blomberg). Musik: Steinar Sverd Johnsen.

## Medverkande
Musiker (Arcturus-medlemmar)
- Trickster G. Rex (Kristoffer Rygg) – sång, sampling, elektronik
- Knut Magne Valle – gitarr
- Steinar Sverd Johnsen – keyboard
- Dag F. Gravem – basgitarr
- Hellhammer (Jan Axel Blomberg) – trummor

Bidragande musiker
- Ihsahn (Vegard Sverre Tveitan) – sång (spår 6)
- Mathias Eick – Ubu's horn (spår 3, 4 & 6)
- Hugh Stephen James Mingay – basgitarr (spår 6)

Produktion
- Phantom X (Knut Magne Valle) – producent, ljudtekniker
- G (Kristoffer Rygg) – producent, ljudtekniker, foto
- Sverd (Steinar Sverd Johnsen) – ljudtekniker
- Tore Ylwizaker (Tore Ylvisaker) – ljudmix
- Tom La Bomba (Tom Kvålsvoll) – mastring
- Marius Renberg – omslagsdesign, foto
- Kim Sølve (Kim Sølve Madsen) – omslagsdesign, foto

### Fotnoter
1. ↑  The Sham Mirrors på discogs.com